# ゴリス・テレコム・ソマリア
ゴリス・テレコム・ソマリア（ソマリ語: Shirkadda Isgaadhsiinta ee Golis Soomaaliya、英語: Golis Telecom Somalia）は、ソマリアの電気通信事業者。略称はゴリス（Golis）。2002年にGSM携帯電話サービス、固定電話、インターネットサービスを同国に供給するため設立された。同社はプントランドのカルドホ、ガロウ、ハダフティモ、バーティンル、ガルカチョ、ダハール、カルモ、バラン、ゴルドゴブヒンガロル、ボアメ、ラサノドとソマリランドのエリガボに拠点がある。

## 提供
ゴリスモバイルにおいては、XOGMAAL（ソグマール）などのサービスを展開している。2011年8月、サラーム銀行と提携し、独立した『Kaaftoon』というサービスを開始した。